# Чарлз Олів'є
Чарлз Поллард Олів'є́ (англ. Charles Pollard Olivier; 10 квітня 1884, Шарлотсвілл, Вірджинія, США — 14 серпня 1975, Брін-Мар, Пенсільванія, США) — американський астроном, що спеціалізувався на дослідженнях метеорів, подвійних та змінних зір.

## Біографічні дані
Виріс у Шарлотсвіллі (штат Вірджинія) неподалік від Університету Вірджинії. Здобув ступінь доктора філософії з астрономії у 1911 році за дисертацію, що спростовувала існування стаціонарних метеорних радіантів. У цьому ж році заснував Американське метеорне товариство, що займалось спостереженням метеорів та метеорних потоків. Товариство було створене як філія Американського астрономічного товариства.
- 1912—1914 — професор астрономії у Коледжі Агнес Скотт[en] у місті Декейтер (штат Джорджія). Він також працював літнім волонтером у Єркській обсерваторії.
- 1914—1918 — асистент-дослідник Вірджинського університету і науковий співробітник обсерваторії Маккормік[en], де займався вимірюванням паралаксу.
- 1928 — директор обсерваторії Флавер Пенсільванського університету.
- 1945 — декан астрономічного факультету Пенсільванського університету.

Активно займався питанням розбудови обсерваторії, що привело до створення обсерваторії Флавер-енд-Кук (Філадельфія) у 1956 році. 
Разом з британським астрономом Вільямом Деннінгом вважається піонером наукового візуального спостереження метеорів.

## Наукові праці
- Charles P. Olivier Meteors. — Baltimore, The Williams & Wilkins Co., 1925.
- Charles P. Olivier Comets. — Baltimore, The Williams & Wilkins Co., 1930.

## Премії та нагороди
- Американське метеорне товариство вручає щорічно премію імені Чарлза Олів'є астрономам-аматорам, які займаються вивченням метеорів.
- На честь науковця названо кратер Олів'є на Місяці.